# Duomo di Santa Maria Assunta (Castelvetrano)
Il duomo di Maria Santissima Assunta è il principale luogo di culto ubicato nel piazzale Carlo d'Aragona a Castelvetrano.

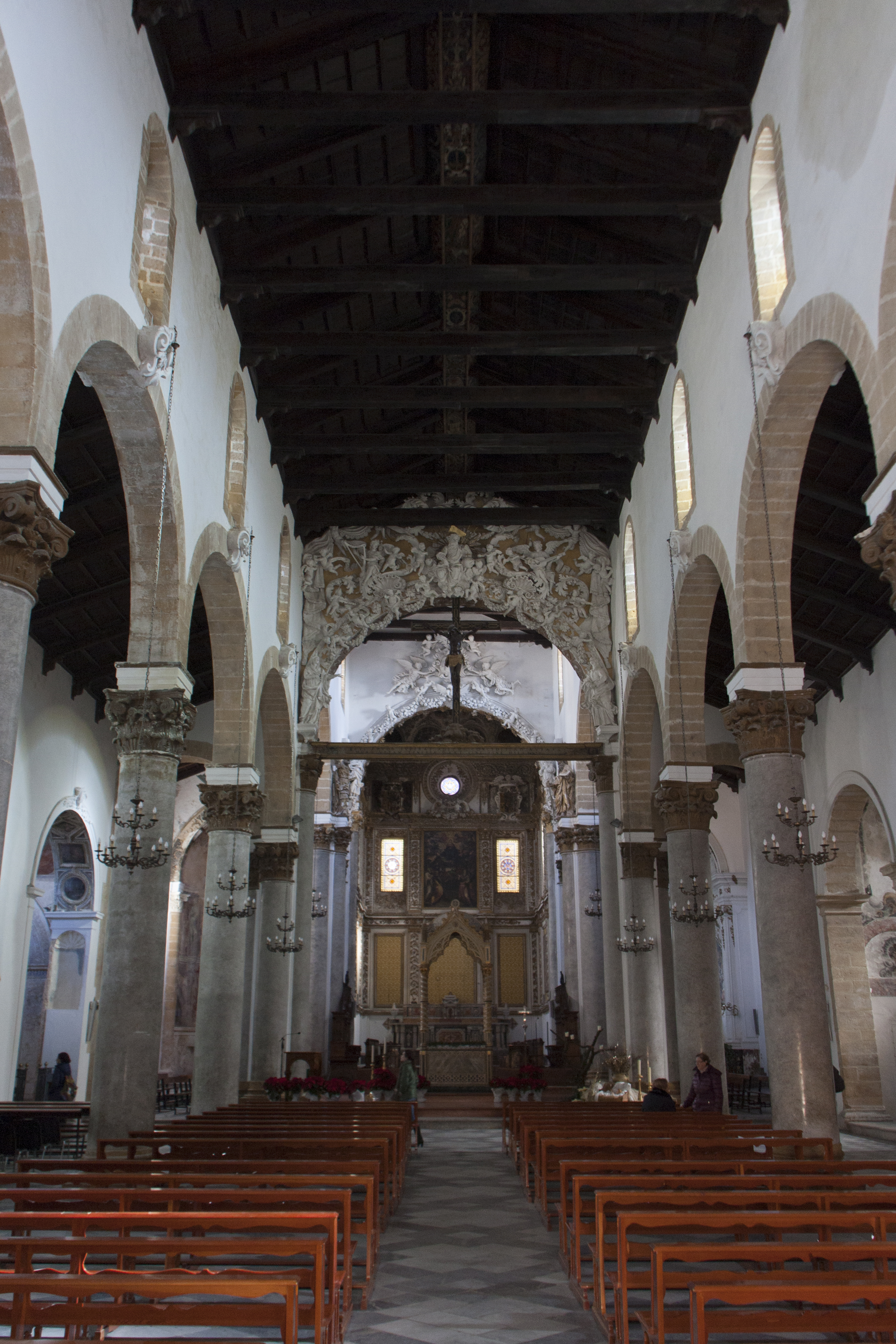
Navata.

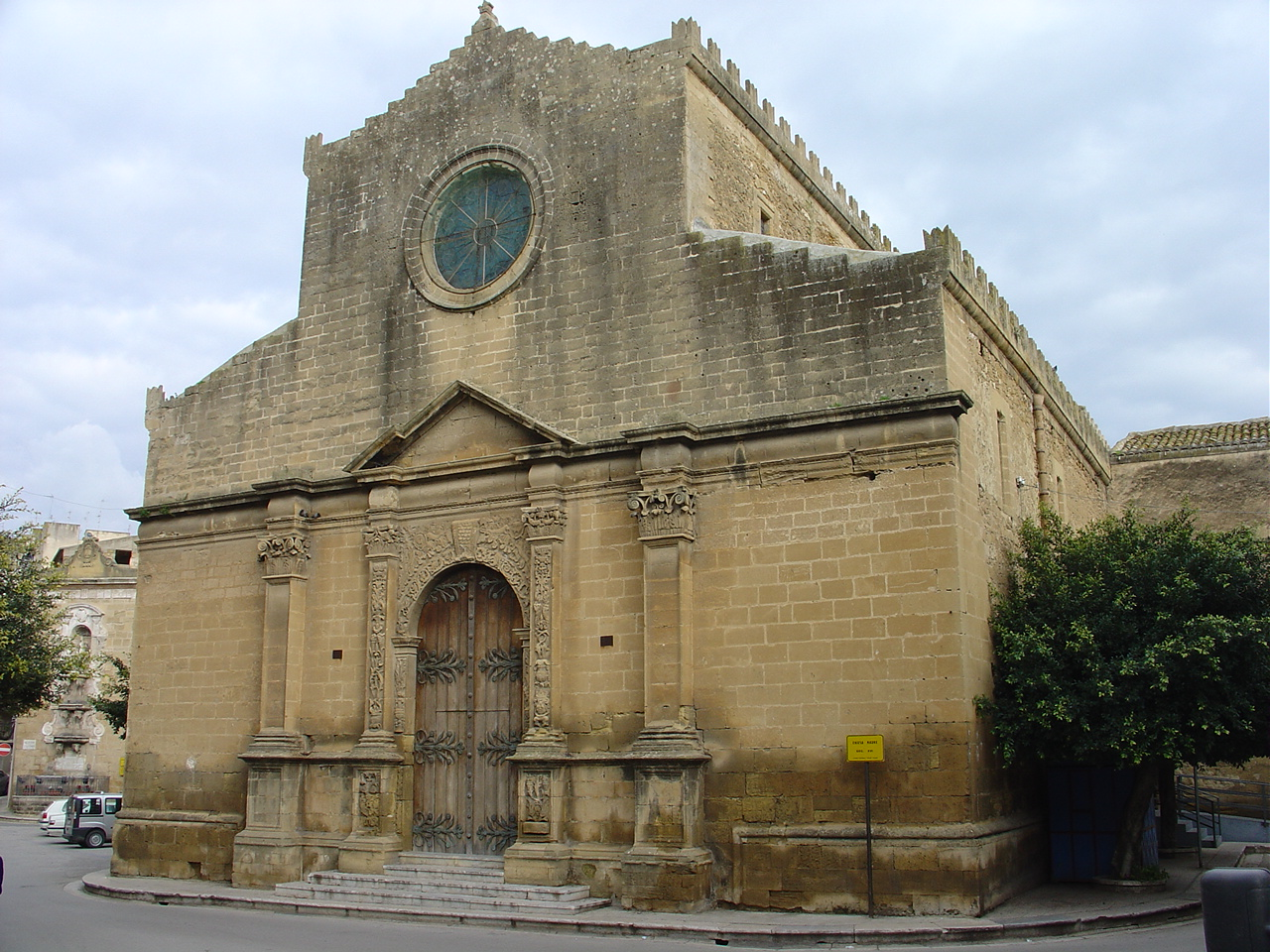
Prospetto.

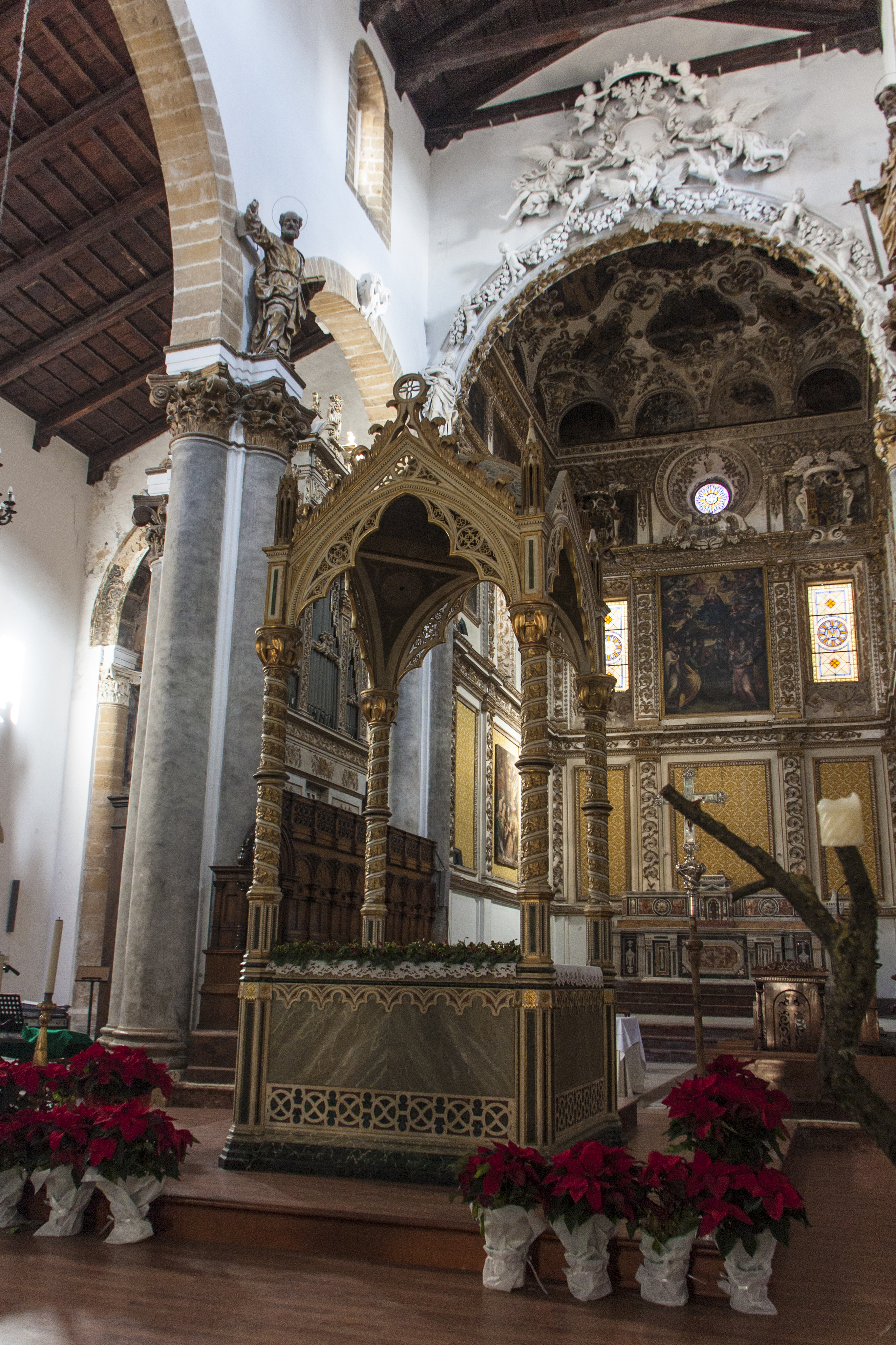
Presbiterio.

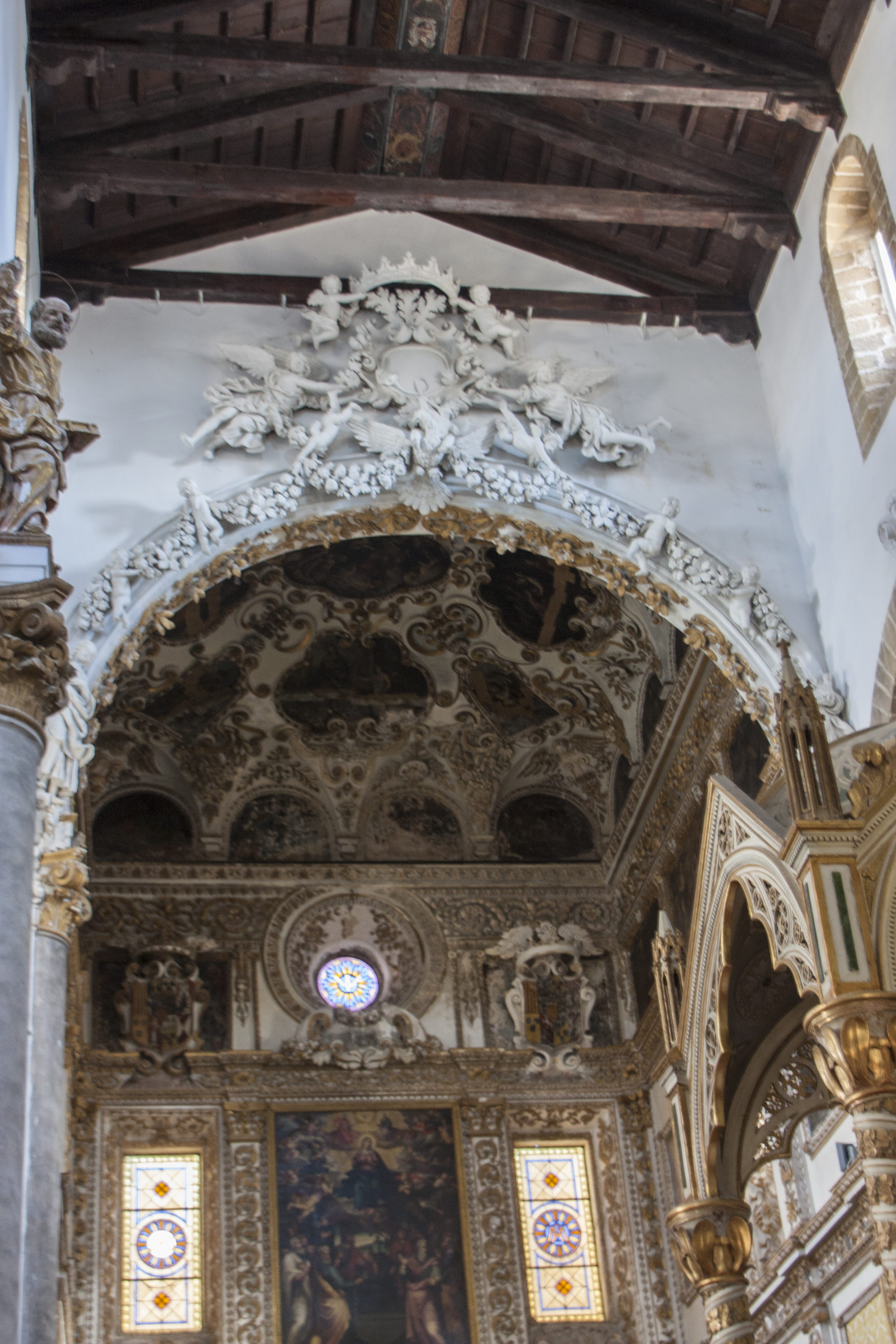
Cappellone.

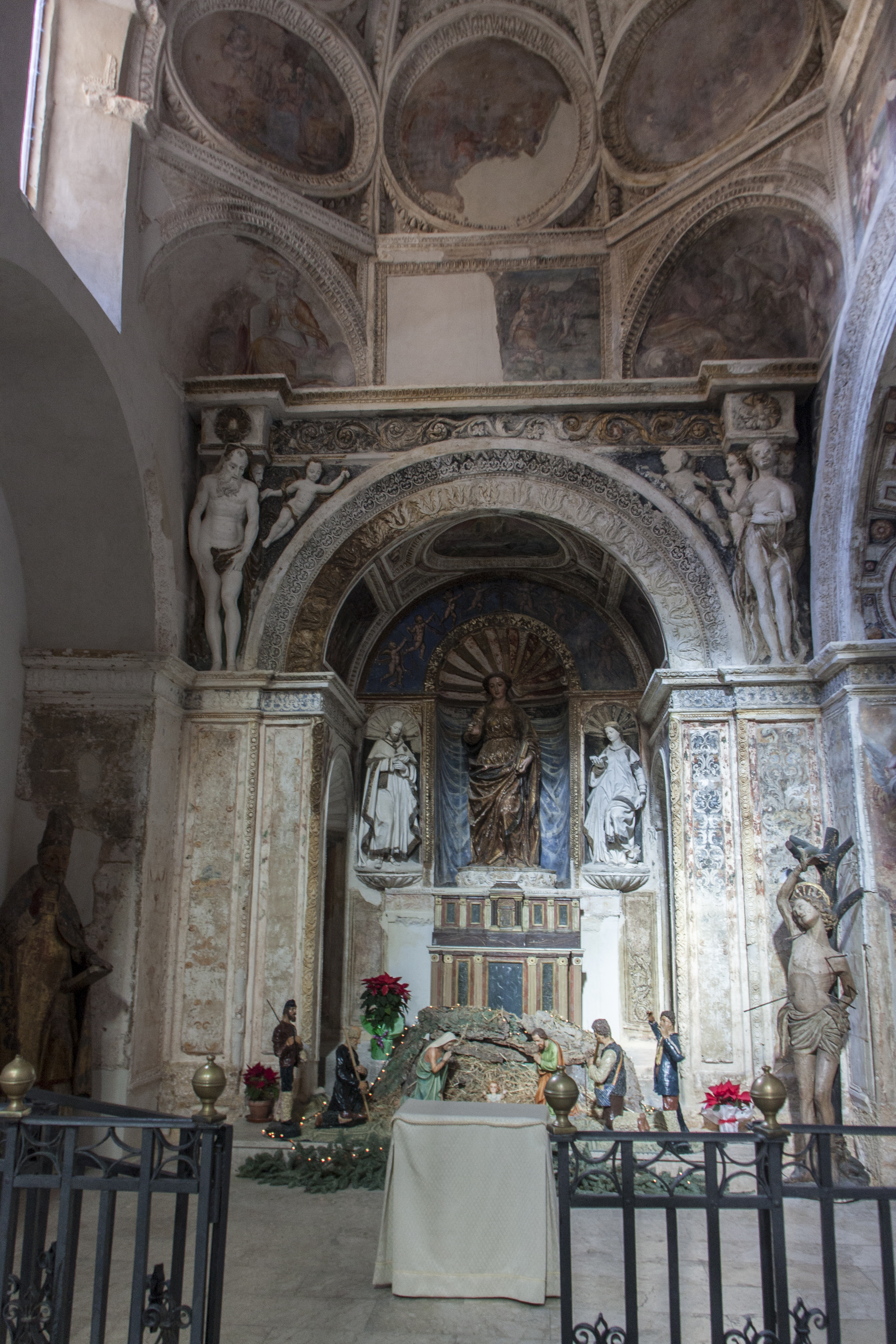
Cappella della Maddalena.

## Storia

### Epoca aragonese
Nel XIV secolo sull'area occupata dall'attuale tempio insistevano la chiesa di Santa Maria - primitiva chiesa madre - con l'attigua Cappella di Santa Chiara (divenuta Cappella della confraternita del Santissimo Sacramento), e la chiesa di San Giorgio, ubicata sull'area corrispondente la base dell'attuale campanile.

### Epoca spagnola
La costruzione del tempio attuale ebbe inizio tra il 1520 e il 1560 per volontà di Giovanni Vincenzo Tagliavia, I conte di Castelvetrano, strategoto di Messina, († 1538).
I principi di Castelvetrano, nel corso del Seicento e del Settecento, arricchirono l'edificio di numerose opere d'arte e di figure in stucco a tutto tondo. I cantieri del tempio videro all'opera gli esponenti dei Ferraro di Giuliana, Tommaso e Orazio, anche Gaspare Serpotta lasciò traccia del passaggio nella realizzazione dell'arco absidale, mentre l'arco trionfale è attribuito a Vincenzo Messina.

### Epoca borbonica e unitaria
Nel 1849 gli architetti Cavallari e Viviani eliminarono la maggior parte delle superfetazioni e decorazioni barocche durante una campagna di restauri che riportò il complesso allo stile originario. Nel corso del restauro della chiesa sono stati eliminati gli altari che sorgevano lungo le navate laterali, è stato rialzato il transetto e il coro, chiusa la Cappella dei Santi Crispino e Crispiniano e ivi collocato il fonte battesimale, proveniente dal fondo della navatella meridionale vicino all'ingresso.

### Epoca contemporanea
Risale al 2018 la rimozione del baldacchino e del pulpito ligneo.

## Esterno
Portale delimitato da paraste, a sua volta costituito da lesene su plinti, entrambi i manufatti decorati da arabeschi di gusto medievale. Architrave coincidente col cornicione a sua volta sormontato da un timpano triangolare spezzato. Cinque gradini raccordano la sede stradale l piano di calpestio del luogo di culto.
Il marcapiano separa i due ordini del prospetto, la parte superiore con falde a gradoni è caratterizzata, nella partizione centrale, da grande oculo con vetrata. Le sommità parietali laterali presentano una caratteristica merlatura a doppia coda di rondine.

## Interno
La costruzione ha un impianto basilicale a tre navate ripartito da colonne con rilevanti capitelli corinzi, e arcate a tutto sesto realizzate in conci di pietra calcarea.
La copertura a capriate lignee è arricchita da una trave centrale riccamente decorata con stemmi, strumenti musicali ed armi. La volta a crociera è delimitata da due archi:
- Arco trionfale attribuito da Vincenzo Messina agli inizi del XVIII secolo.[2] L'apparato decorativo è costituito da un manto drappeggiato tra fregi e conchiglie, grandi volute a foglia d'acanto, l'Eterno Padre circondato da putti e angeli, simmetricamente disposti, alcuni giocondi suonano strumenti musicali, altri gioiosi reggono festoni fitomorfi. Ai lati, ai piedi dell'arco, le figure della Vergine Addolorata e di San Giovanni Evangelista contemplano il grande Crocifisso ligneo centrale,[4] poggiato sulla trave dorata, manufatto chiamato un tempo lu Signuri di l'arcu.
- Arco absidale realizzato da Gaspare Serpotta[2] nel 1667. Un fitto festone di frutta e fiori sostenuto da puttini decora l'intera arcata, nell'intradosso rosette e fogliame in rilievo toccati d'oro. Collocate su mensole alla base dell'arco le statue raffiguranti Sant'Agnese a destra, e Sant'Agata a sinistra. Sul concio di chiave un'aquila con ali spiegate cavalcata da un putto nell'atto di suonare il corno, più in alto, due grandi angeli libranti in volo sorreggono uno scudo sormontato da una corona retta da due puttini.

### Navata destra
- Prima campata.
- Seconda campata: edicola con statue raffiguranti i Santi Cosma e Damiano, opere di Gaspare Serpotta.
- Terza campata: varco laterale destro.
- Quarta campata: alla parete è addossato il busto dell'arciprete Paolo Pappalardo, monumento realizzato nel 1878 dallo scultore palermitano Benedetto Civiletti.[4]
- Quinta campata: Cappella dello Spirito Santo. Sulla parete di fondo è collocato il dipinto raffigurante la Discesa del Paraclito sulla Vergine e i discepoli congregati nel Cenacolo. Nell'ambiente è stato trasferito il fonte battesimale con cupolino ligneo, opera di Pietro di Giato del 1610.[4] Alle pareti sono documentate una Santa Chiara[4][5] e una Sant'Agata, due pale d'altare, opere di Orazio Ferraro. La parete nord - orientale del locale presenta tre fornici, verosimilmente il portico d'ingresso della primitiva Cappella di Santa Chiara in seguito inglobata nelle fabbriche della matrice. Nell'antica Cappella di Santa Chiara - oggi adibito a salone parrocchiale - si ammira un grande Crocifisso ligneo di squisita fattura, databile alla seconda metà del XVIII secolo, proveniente dalla chiesa del Crocifissello. Cripta dello Spirito Santo. Sotto l'arcata è stato recentemente installato il nuovo ambone di fattura moderna.
  - Cappella di San Crispino e Crispiniano detta dei Calzolai: ambiente con accesso attraverso il varco della parete sud - orientale della Cappella dello Spirito Santo. Il locale custodisce il dipinto raffigurante i Santi Crispino e Crispiniano, pala d'altare opera di Orazio Ferraro del 1619c.[4][5] La primitiva cappella, l'altare e l'apparato in stucco in essa contenuti, si affacciavano sulla navata minore destra. Nel 1892 i manufatti furono distrutti e la parete tamponata. Cripta di San Crispino e San Crispiniano.

### Navata sinistra
- Prima campata.
- Seconda campata: edicola con statue raffiguranti San Simone e San Giuda, opere di Gaspare Serpotta.
- Terza campata: varco laterale sinistro.
- Quarta campata: addossato alla parete il busto dell'arciprete Melchiorre Geraci, opera di Mario Occhipinti nel 1988.
- Quinta campata: Cappella della Maddalena.[4] L'architettura, le pitture, le sculture e la decorazione plastica dell'ambiente sono opera di Tommaso Ferraro portate a compimento tra il 1573 e il 1579.[6] Il fronte è decorato con due pilastri che sorreggono una cornice con medaglioni, all'interno sette riquadri e ovali decorati con affreschi riproducenti episodi di vita della Maddalena. L'arco poggia su nicchie contenenti i simulacri di San Pietro e San Paolo. L'ambiente è chiuso da una cupola ottagona ripartita in spicchi con ovali affrescati, sulle pareti laterali due archi destinati ad ospitare sepolture arricchiti da modanature, fregi e scomparti. L'altare della titolare rappresentata con statua in terracotta si erge fra i due laterali dedicati rispettivamente a San Lazzaro e Santa Marta qui raffigurati con statue in stucco. L'insieme di manufatti reca l'iscrizione autografa: "HIC QVICQVID PICTVRA, SCVLTVRA ET SIMVL ARCHITECTVRA EXTAT THOMAS FERRARVS, ADHVC ADOLESCENS, PARITER IN ARTE PINGENDI, SCVLPENDI AC EXSTRVENDI NEOTERICVS, ANTONINI FERRARI, IVLIANENSIS, PICTORIS SCVLPTOURISQVE INSIGNIS, FILIVS, A VERTICE AD CALCEM STUDIO INGENIO MANVQVE SVA GRAPHICE PINXIT, SCVLPSIT ATQVE EXTRVXIT". Cripta del ramo cadetto dei Tagliavia.
  - Cappella dei Gentiluomini: sede della Compagnia dei Gentiluomini. Attuale sede del Museo del Duomo.

### Transetto
- Absidiola destra: Cappella del Santissimo Crocifisso.[4] Nell'ambiente si custodisce il Santissimo Sacramento. Sulla sopraelevazione dell'altare marmoreo è custodito un Crocifisso ligneo, alle pareti laterali sono presenti affreschi raffiguranti scene della passione: a destra Cristo sotto la croce incontra le pie donne, a sinistra Gesù deriso e coronato di spine. Nel riquadro sulla calotta è raffigurata una Ultima Cena. Cripta della Compagnia del Santissimo Sacramento.
  - Cappella del Sacro Cuore di Gesù. Altare con nicchia contenente la statua raffigurante il Sacro Cuore di Gesù.
    - Sulla parete verso l'absidiola è custodito il dipinto su tavola raffigurante la Vergine allatta il Bambino o Madonna della Misericordia o Madonna del latte, tavola quattrocentesca attribuita a discepolo di scuola di Riccardo Quartararo.[4]
- Absidiola sinistra: Cappella della Madonna delle Grazie o Santa Maria del Popolo o Santa Maria della Neve. Per via del patrocinio della famiglia Giglio fu denominata Cappella Giglio.[4] Nella nicchia la statua raffigurante la Madonna delle Grazie del 1570. Gli affreschi e l'apparato pittorico sono opera di Orazio Ferraro, presenta al primo ordine del catino le figure di San Francesco d'Assisi, San Tommaso d'Aquino, San Vincenzo Ferreri e San Francesco da Paola, nel secondo ordine scandito da cariatidi monocrome - due figure muliebri e due guerrieri - si identificano quattro Padri della Chiesa d'Occidente (Sant'Agostino d'Ippona, San Girolamo, San Gregorio Magno e Sant'Ambrogio), al centro il Cristo risorto, nell'atto di fuoriuscire dal sepolcro tra lo stupore delle guardi pretoriane. La calotta absidale è occupato dalla raffigurazione dell'Eterno Padre. Gli affreschi risalgono al 1591, come si evince dalla data dipinta al rovescio sul libro tenuto in mano da uno dei dottore.
  - Cappella dell'Immacolata Concezione. Altare con nicchia contenente la statua raffigurante l'Immacolata Concezione. Durante la peste del 1625 presso l'altare furono poste le immagini di Santa Rosalia e di San Rocco. Cripta dell'Immacolata.
    - Sulla parete verso l'absidiola il dipinto raffigurante San Gregorio Taumaturgo, tela di Pietro Novelli proveniente dalla chiesa di San Giuseppe.[4]

Absidi

### Presbiterio
Sullo sfondo campeggia la pala dell'Assunzione della Vergine, realizzata da Orazio Ferraro nel 1619. Ai lati del quadro, sui finestroni, i due grandi stemmi dei principi Tagliavia. I riquadri delle volte del cappellone furono adornati con pitture di Francesco Casanova e di Giuseppe d'Accardo.
Gli scranni del coro ligneo disegnato nel 1864 dall'architetto Giuseppe Damiani Almeyda ed eseguito dallo scultore palermitano Vincenzo Coco arricchiscono le arcate minori del coro, le canne dell'organo si stagliano sul lato sinistro.
L'apparato decorativo in stucco dell'abside quadrangolare fu opera di Antonino Ferraro junior. Sulle mensole collocate internamente dei capitelli della coppia di gruppi di quattro colonne della crociera sono collocate le statue raffiguranti San Pietro e San Paolo della bottega dei Ferraro.

## Altre opere
- Cappella di San Giorgio ricavata nel vano inferiore del campanile.

Altri dipinti:
- Madonna del Carmelo.
- Santa Teresa d'Avila con la Vergine Maria e San Giuseppe.[4]
- San Filippo Neri in ginocchio davanti alla Madonna.
- San Luigi Gonzaga.
- Santa Caterina d'Alessandria.
- Vergine con Bambino ritratta con San Francesco Saverio e Sant'Ignazio di Loyola.

## Sacrestia
- XVII secolo, Santa Teresa raffigurata con la Vergine Maria, il divin figliolo e San Giuseppe, tela di Pietro Novelli proveniente dalla chiesa di San Giuseppe.
- 1685, Madonna con Bambino che sovrasta i Santi Crispino e Crispiniano, dipinto, opera di Gabriele Cabrera Cardona.

## Campanile
La costruzione risale al 1552, si articola su cinque ordini, separati da una cornice aggettante. l'ultimo ordine ospita la cella campanaria con l'apparato campanario, tra gli strumenti spicca la campana del popolo, così denominata in quanto veniva suonata per la convocazione del consiglio comunale.
Il vano inferiore della torre ospita la Cappella di San Giorgio.

## Cripte
Se ne contano 14:
- Cappella del Santissimo Crocifisso: negli ambienti ipogei la cripta dei confrati della Compagnia del Santissimo Sacramento.
- Cappella di San Crispino e San Crispiniano: negli ambienti ipogei la cripta di San Crispino e San Crispiniano.
- Cappella della Maddalena: negli ambienti ipogei la cripta del ramo cadetto dei Tagliavia.
- Cappella dello Spirito Santo: negli ambienti ipogei la cripta dello Spirito Santo.
- Cappella dell'Immacolata: negli ambienti ipogei la cripta dell'Immacolata.
- Cappella di Santa Chiara: negli ambienti ipogei la cripta di Santa Chiara.
- Cripta del Clero: ambienti ipogei ubicati sotto il transetto.

## Confraternite
Storici sodalizi attestati presso il tempio:
- Confraternita del Santissimo Sacramento.
- Confraternita di Maria Santissima del Pianto e dei Sette Dolori.
- Confraternita dei Gentiluomini.